# 白沙云门祠
白沙云门祠，位于中国广东省茂名市茂南区镇盛镇白沙乡土郎村，为茂名市茂南区文物保护单位，类型为古建筑，公布时间为1986年8月21日。
白沙云门祠的历史年代为民国。